# Ryō Satō (Fußballspieler, November 1997)
Ryō Satō (jap. 佐藤 亮, Satō Ryō; * 24. November 1997 in der Präfektur Tokio) ist ein japanischer Fußballspieler.

## Karriere
Ryō Satō erlernte das Fußballspielen in der Jugendmannschaft des FC Tokyo sowie in der Universitätsmannschaft der Meiji-Universität. Seinen ersten Vertrag unterschrieb er 2020 bei Giravanz Kitakyūshū. Der Verein aus Kitakyūshū, einer Großstadt in der Präfektur Fukuoka auf der Insel Kyūshū, spielte bis 2019 in der dritten Liga, der J3 League. Ende 2019 stieg der Klub als Meister der dritten Liga in die zweite Liga auf. Am Ende der Saison 2021 stieg er mit dem Verein aus Kitakyūshū als Tabellenvorletzter wieder in die dritte Liga ab. Nach insgesamt 86 Ligaspielen und 15 geschossenen Toren wechselte er im Januar 2023 zum Zweitligisten Thespakusatsu Gunma. Am Ende der Saison 2024 musste er mit dem Verein als Tabellenletzter den Weg in die Drittklassigkeit antreten. Nach dem Abstieg verließ er den Verein und schloss sich Anfang 2025 dem Zweitligisten Ehime FC an.

## Erfolge
Giravanz Kitakyūshū
- Japanischer Drittligameister: 2019  ▲